# 大沢悠里
大沢 悠里（おおさわ ゆうり、1941年（昭和16年）2月11日 - ）は、日本の男性フリーアナウンサー。
東京府東京市浅草区（現在の東京都台東区）の出身で、1964年（昭和39年）4月1日にTBSアナウンサー第9期生として入社。1991年2月に50歳でTBSを退社してからは、個人事務所「大沢企画」を拠点に活動している。

## 略歴
- 1959年（昭和34年）3月 - 獨協高等学校卒業
- 1964年（昭和39年）3月 - 早稲田大学法学部卒業。中学・高校・大学と、部活・サークル活動は一貫して放送部だった[6]。
- 1964年（昭和39年）4月 - TBSへアナウンサー第9期生として入社（同期には石川顯・小島康臣・平原晋太郎・桝井貞之・宇野淑子・高階玲子・二村義子・山田照子・吉野好子）[1][2]。当初の5年間は主にテレビ・ラジオの報道番組を担当[注釈 1]。
- 1964年（昭和39年）5月 - ラジオ編成局放送実施部に配属[5]。
- 1966年（昭和41年）1月 - ラジオ局放送部兼テレビ編成局アナウンス部に所属[5]。
- 1966年（昭和41年）11月 - 全国ネットのテレビ番組『ヤング720』で、顔を出してのレギュラー出演を開始。
- 1967年（昭和41年）11月15日 - アナウンサー研修室設置に伴いラジオ局第一制作部勤務兼アナウンサー研修室付に[7]。
- 1969年（昭和44年）3月 - 放送部兼第一制作部兼第二制作部兼アナウンサー研修室付[5]。
- 1969年（昭和44年）4月 - この年からラジオ番組を中心に受け持つ。夕方の音楽番組や『土曜日です  おはよう大沢悠里です』などに出演。
- 1970年（昭和45年）7月 - ラジオ本部アナウンス室（アナウンサー研修室より組織変更）[8]に所属[5]。
- 1972年（昭和47年）9月 - ラジオ本部アナウンス室兼ラジオ局第二制作部に勤務[5]。
- 1974年（昭和49年）10月 - JRN『ゴールデンワイド』木曜日の『ラジオ寄席』司会者として、東北各地をまわる。
- 1979年（昭和54年）4月 - 平日午後のワイド番組『大沢悠里ののんびりワイド』（後に『大沢悠里のがんばってますかー!昼はまるごと歌謡曲』）放送開始。
- 1984年（昭和59年）4月 - テレビ『ゆうYOUサンデー!』に出演（唯一の顔出しテレビ冠番組）。
- 1985年（昭和60年）4月 - 午後のワイド番組終了に伴い、長期休暇でアフリカ旅行。帰国後『スーパーワイドぴいぷる』の担当に。
- 1986年（昭和61年）4月 - 『大沢悠里のゆうゆうワイド』（平日 8:30 - 12:00、1996年4月より8:30 - 13:00）放送開始。
- 1988年（昭和63年）1月 -  ラジオ局アナウンス部[9]兼ラジオ局第二制作部兼ラジオ局社会情報部に勤務[5]。
- 1990年（平成2年） - ゆうもあ大賞受賞[10]。
- 1991年（平成3年）2月 - 報道総局アナウンス部専門職部長[11]を経て退職[5][12]。『ゆうゆうワイド』のパーソナリティを続けながらも、「有限会社大沢企画」（後述する事情から在職中に設立していた個人事務所）所属のフリーアナウンサーとして再スタートを切った。
- 1994年（平成6年）10月 - 25日の『ゆうゆうワイド』本番終了の直後に脳梗塞を発症したため、3週間の入院加療を経て一時休養。
- 2009年（平成21年）5月6日 - NHKラジオ第1『ラジオデー 広げようラジオの魅力』「ラジオ・トークセッション」にゲスト出演。
- 2010年（平成22年）1月3日 - NHKラジオ第1『ラジオ深夜便』にゲスト出演。「新春インタビュー・ラジオだから素敵なの」と題してアナウンサーの宇田川清江と対談。宇田川は2009年4月22日に『ゆうゆうワイド』にゲスト出演している。
- 2011年（平成23年）12月 - 狭心症の疑いで、検査入院[13]。
- 2015年（平成27年）3月 - 浅草公会堂の正面にあるスターの広場に彼の手形が設置された。
- 2016年（平成28年） - 1月18日、『ゆうゆうワイド』が同年4月8日で終了することが番組内で発表された[14][15]。3月7日、同番組が4月9日から「土曜日版」として継続することが発表された[16][17]。
- 2016年（平成28年）4月9日 - 『大沢悠里のゆうゆうワイド土曜日版』放送開始
- 2016年5月21日 - 放送人の会[18]より「放送人の会『放送人グランプリ 2016』特別賞」を贈呈される[19][20]。
- 2022年（令和4年）1月8日 -『大沢悠里のゆうゆうワイド土曜日版』の放送中に、土曜日版および『ゆうゆうワイド』シリーズを、自身の意向とTBSラジオからの了承の下に2022年3月末で終了することを発表した（詳細後述）[21]。
- 2022年3月26日 -『大沢悠里のゆうゆうワイド土曜日版』の最終回を放送。『ゆうゆうワイド』シリーズとしては通算8150回目の放送で、この日をもって終止符を打った[22]。
- 2022年4月9日 - ポッドキャスト向けの音声コンテンツ（番組）『大沢悠里と毒蝮三太夫のGG放談』を、この日からSpotifyを通じて毎週土曜日に配信[23]。
- 2023年3月25日 -  『大沢悠里と毒蝮三太夫のGG放談』の新規配信を、50回目に当たるこの日で終了。

## 出演

### ラジオ
太字は出演中。
- 朝のひととき（1964 - 1965年、TBSラジオ） - 詳細後述
- 東京ワンポイント（1969年、TBSラジオ）[5]
- ミュージックダイヤル（1969年、TBSラジオ）[5]
- トヨタミュージックパトロール（1970年、TBSラジオ）[5]
- どんとこい!電リク大進撃（1971年、TBSラジオ）[5]
- 歌謡スター夢のワンマンショー（1972年、TBSラジオ）[5]
- 土曜日です おはよう大沢悠里です（1972年4月15日－1979年3月31日、TBSラジオ）[5]
- サンデーホームメロディ（1973年、TBSラジオ）[5]
- 歌謡ホームジョッキー（1973年、TBSラジオ）[5]
- ラジオ寄席（1975年、TBSラジオ）[5]
- かつ江と悠里の色いろ問答（1976年、TBSラジオ）[5]
- かつ江と悠里の朝風呂問答（1977年、TBSラジオ） - 『かつ江と悠里の色いろ問答』の後継番組。1970年代後半に平日早朝放送の帯番組。群馬県伊香保温泉観光協会提供。[5]
- 悠里とみちよの朝風呂問答（TBSラジオ） - 上記の後継番組で、のちに「伊香保温泉・朝風呂一番!」に改称し1分番組となった。
- 大沢悠里ののんびりワイド（1979年4月9日 - 1983年9月29日、TBSラジオ） - パーソナリティ[5]
- 大沢悠里のがんばってますかー!昼はまるごと歌謡曲（1983年10月3日 - 1985年4月4日、TBSラジオ） - パーソナリティ[5]
- スーパーワイドぴいぷる（1985年10月9日 - 1986年4月4日、TBSラジオ） - 水曜日パーソナリティ[5]
- 大沢悠里のゆうゆうワイド（1986年4月7日 - 2016年4月8日、TBSラジオ） - TBS在職時から担当[5]。
- 大沢悠里のハイカラモーニング（1991年10月 - 1992年3月、ラジオ日本
- ハマラジ音楽館（FMヨコハマ）
- 悠悠素敵話（2006年10月3日 - 2007年3月27日、TBSラジオ）
- 大沢悠里のゆうゆうサンデー（ - 2008年月、TBSラジオ、日曜 7:15 - 7:25頃『プレシャスサンデー』内）
- 大沢悠里のにっぽん元気カンパニー（2005年10月 - 2008年3月、TBSラジオ） - JRN系列局での放送タイトル。TBSラジオは『ゆうゆうワイド』内「ゆうゆうお昼のスーパートーク」として放送。
- 大沢悠里のゆうゆうワイド土曜日版（2016年4月9日 - 2022年3月26日、TBSラジオ）
- 橋幸夫の地球楽団（2016年4月17日・24日、TBSラジオ・東北放送） - ゲスト
- 笹川友里 プレシャスサンデー（2017年1月15日、TBSラジオ） - ゲスト
- 道上洋三の健康道場（2017年3月11日・18日、ABCラジオ） - ゲスト（TBS本社での公開収録[24]）
- 爆笑問題の日曜サンデー（2017年4月23日、TBSラジオ） - 『ここは赤坂応接間』ゲスト[25]
- 時代おくれの新しさ よみがえる 阿久悠の世界（2017年8月14日、TBSラジオ）- 豊田綾乃と共に[26]
- ジェーン・スー 生活は踊る（2017年8月21日、TBSラジオ） - スペシャルウィーク時の2時間出演ゲスト[27][28]
- くにまるジャパン 極（2017年9月20日、文化放送） - 極みシアター ゲスト[29]
- 渡邊剛の週末ハートカルテ（2017年11月25日・12月2日・12月9日・12月16日・12月23日） - TBSラジオ[30][31]
- さかなクンのレッツ・ギョ〜!!（2018年10月15日・22日） - TBSラジオ） - ゲスト
- 大沢悠里と毒蝮三太夫のGG放談（2022年4月9日 - 2023年3月25日、spotify）
- ラジオショッピング（TBSラジオ） - 不定期の土曜日15時もしくは日曜日午前10時から、西村知江子と共に
- 昭和落語名演 秘蔵音源CDコレクション プレゼンツ ちょいといい噺を聴きたくなってきた 今、ふたたびの古今亭志ん朝（2024年2月23日、TBSラジオ） - ゲスト
- 上柳昌彦 あさぼらけ（2024年6月10日 - 15日、ニッポン放送） - 「ウルトラヒットの道標」ゲスト
- 春風亭一之輔 あなたとハッピー!（2025年2月7日、ニッポン放送） - ゲスト

### テレビ
- ヤング720（1966年、TBSテレビ） - 東京製作分でグループ・サウンズへのインタビュアーとして出演[5]
- ザ・ベストテン（1979年頃） - ストライキ中のレポーターとして出演[32]
- ゆうYOUサンデー!（1984年、TBSテレビ） - フリー時代を通じて唯一の顔出しでのテレビ冠番組[5]
- クイズところ変れば!?（ - 1990年度後半、テレビ東京） - ナレーション ※広川太一郎の後任
- 新装開店!SHOW by ショーバイ2（日本テレビ） - ナレーション（末期に1回のみ）
- そこが知りたい（TBSテレビ） - ナレーション
- 歸國（2010年8月14日、TBSテレビ） - 深夜ラジオでお便りを読むパーソナリティ（声のみ） 役
- 土曜スペシャル（テレビ東京、不定期） - ナレーション
- 日曜ビッグバラエティ（テレビ東京、不定期） - ナレーション
- 不適切にも程がある！第5話・第6話（2024年2月23日・3月1日、TBSテレビ）[33]- ゲスト（声のみ、「大沢悠里のゆうゆうワイド」再現）

### 映画
- 白蛇抄（1983年、東映） - 劇中小道具のラジオから流れる番組パーソナリティ 役
- 河童の三平（1993年、日活)
- 真夜中の弥次さん喜多さん（2005年、アスミック・エース） - 本人 役

## CM

### ラジオ
※TBSラジオでのCMをメインに担当している。
- 味の素（ハート・オブ・ポップス内で不定期にかけられていた）
- タジマヤ - 菓子・食品の仕入問屋 （ニッポン放送と文化放送、NACK5でも放送）
- 大澤屋、群馬県・水沢うどん
- 伊香保温泉 - かつては番組形態のCMもあり
- 群馬県･渋川市 日本シャンソン館
- 埼玉県・養蜂業者 武州養蜂園
- シーケーホーム（重量鉄骨の家）
- 群馬県 - 前群馬県知事の小寺弘之と共演
- 群馬県高崎市 丸橋全人歯科
- ムカサのピスタチオ
- スターフライヤー、福岡線就航
- 埼玉県･不動産会社 柳田ハウス
- SOMPOケア
- マイケア「一望百景」（一部地方局でも放送）

### テレビ
- ヒゲタ醤油「本膳」（2005年） - ナレーションのみ
- JAつまごい村「嬬恋高原キャベツ」 - ナレーションのみ
- 日本香堂[「進物用お線香」（2010年） - 声のみ。西村知江子と共演

## 音楽

### シングル
- 麻雀・風呂つき・お酒ルンバ（1978年、小鳩くるみとのデュエット、コーヒールンバのパロディ）[5]
- 空に星があるように（さこみちよとのデュエット）
- 夫婦のれん（作曲を担当。歌：さこみちよ）

### アルバム
- HIFANA Presents 南風ケーブル2（intro & outroに参加）

## エピソード
第二次世界大戦の最中に浅草で出生すると、4歳の頃まで浅草で暮らした。当時からラジオ番組を聴いていた影響で、ラジオから流れる「東部軍管区情報」（大本営発表）を真似ながら実家の近所を触れ回っていたことから、「大本営」との異名を取ったという。東京大空襲の直前に千葉県市川市へ疎開した後に、第二次世界大戦の終焉を機に浅草での生活を再開。小学生時代は国語が得意で、筆箱をマイクに見立てながら、『話の泉』『三つの歌』『民謡をたずねて』（いずれも当時NHKで放送されていたラジオ番組）に出演するアナウンサー（高橋圭三や宮田輝など）の声真似を同級生に披露していた。
「番組で喋るのも、番組を作るのも、自分で番組を作って自分で出るのも好き」とのことで、獨協高校への在学中には、放送部で朗読劇などの制作も手掛けていた。TBSへ入社した直後にも、『朝のひととき』（毎日早朝の5時台にラジオで30分間放送されていた音楽番組）で、週に1日パーソナリティを務めながらミキサーやディレクターの業務を1人だけで担当。その後は、アナウンス部と制作部の双方に一時所属していた関係で、自分が出演しない番組も数多く企画していた。
獨協高校から早稲田大学へ進学した目的は、学内の放送研究会で活動することにあった。放送研究会では、露木茂や鈴木史朗といった先輩の下で、ジャズバンドやハワイアンバンドが演奏するイベントの司会を数多く経験。関東以外の地方でのイベントにも同行していたため、司会者の立場で受け取ったギャランティーだけで、早稲田大学の学費を賄えたという。ちなみに、就職活動に際しては「（当時）募集が最も早かった」というTBSのアナウンサー試験しか受けていない。

### ラジオ人として
本人曰く「声が地味」で、新人の頃は「宴会などでは面白いのに、放送は面白くない」とよく言われたという。法律相談の番組や小唄の番組などに回され、1968年には番組宣伝部に回されそうになったこともあった。その後にラジオ番組『トヨタ・ミュージック・パトロール』のパーソナリティのオーディションに合格して同番組を担当し「初めて自分のペースで話せる番組を持てた」と思ったという。
大沢が勤務していた時期のTBSはラジオ・テレビ兼営局で、定年退職後の2001年4月1日からTBSテレビ・TBSラジオによる分社体制へ移行したが、本人は在職中から「テレビは嫌い」と公言。その一方でラジオ番組への愛情やこだわりは強く、「クリーニング店がBGMとして流したり、鼻歌交じりに聴いたりする『友達』のようなものなので、（番組のパーソナリティを任されるからには）どこから聴き始めても気にならない存在じゃないといけない」とも語っている
。
テレビでは生涯唯一の冠番組に当たる『ゆうYOUサンデー』は、毎週日曜日の午後12時から55分間にわたって全国ネット向けに放送されていたが、ラジオパーソナリティとしての人気とは裏腹にわずか半年で終了。終了後は、『アッコ・古舘のゆうYOUサンデー』を経て、『アッコにおまかせ!』が35年以上にわたって放送されている。本人曰く、「『ゆうYOUサンデー』はワイドショーの走りのような生放送番組で、コーナーの時間帯が完全に構成されていたので、他人から強制されながら原稿を読むことが嫌いな自分の性に合わなかった」とのことで、「アナウンサー人生の汚点」とまで述べている。
『ゆうYOUサンデー』終了翌年の1986年（昭和61年）には、TBSのアナウンサーでありながら、テレビ朝日で9月14日に放送の『題名のない音楽会』にゲスト出演。番組の関係者が（当時ラジオとテレビの兼営局であった）TBSの現職アナウンサーにもかかわらずテレビ番組にほとんど登場しない大沢の面白さをラジオ番組で知ったことによるもので、出演に際してはラジオ番組風の演出が為された。民放局の正社員であるアナウンサーが他局の番組に出演することも、ラジオ風の番組をテレビで放送することも異例であったが、本人は自分の顔が視聴者に知られることで生じるデメリットを『ゆうYOUサンデー』の担当期間中から痛感。「テレビに出ると顔は有名になるけど、街を歩くだけで（周囲の人々に顔を）振り返られても、チンパンジーと同じような（珍しさによる）ものでしかない。振り返られたところで（アナウンサーとして）尊敬されているわけではないので、勘違いするな」という戒めの言葉を、部下のアナウンサーへ頻繁に投げ掛けていたという。フリーアナウンサーに転身してからも、「顔を出してまでテレビ番組へ出演しない」という方針を貫いているが、雑誌では2015年4月10日発売の『クロワッサン』、書籍では『開局70周年　TBSラジオ公式読本』（2021年にリトルモアから刊行）などに「顔出し」を伴うインタビューへ応じた模様が掲載されているほか、それ以前から書籍・雑誌や出演番組の公式サイトなどでは顔写真を公開している。
TBSラジオでは、放送中に同局のコールサインである“JOKR”をコールすることが（放送開始・終了時を除いて）ほとんどないが、大沢は『ゆうゆうワイド』の番組内の時報の直前に「まもなく時報になります。ちょっとお手元の時計、合っているかどうか御確かめ下さい。TBSラジオです。J・O・K・R」と、唯一コールサインを読み上げる（尺により言わない時もあるが）ことで知られる。大沢はTBS社員を経て現在はフリーであり、放送局に属さない出演者がコールサインを読み上げることも異例であるといえる。また、このときにTBSラジオの周波数や出力の案内もすることがある。
『ゆうゆうワイド』では高齢者に対する配慮から、問い合わせ先の電話番号などを読み上げるときは、とてもゆっくり、2度3度と繰り返す。また、高齢者には難しく思われそうな英単語なども、放送では極力使用を避けている。いずれも「自分のポリシー」によるとのことだが、「本当のスケベ話（『お色気大賞』でのトークなど）は、（根が）真面目だからこそ出来る」との考えも持ち合わせている。
『ゆうゆうワイド』などでの共演者やリスナーからは「悠里さん」、番組やラジオCMでたびたび共演している毒蝮三太夫からは「悠里ちゃん」と呼ばれている。『ゆうゆうワイド』シリーズで長年にわたって大沢のアシスタントを務めているさこみちよは、大沢について「心のどこかで師匠のようだと思ってるかもしれない」とのことで、公の場で「大沢さん」と呼んでいる。その一方で、「喋り声は極めてハト派だが、顔は思いっきりタカ派の大沢悠里」と言われているほか、『ゆうゆうワイド』の裏番組に当たるラジオの生ワイド番組で長らくパーソナリティを務めていた高田文夫から｢下駄にモミアゲ｣という表現で風貌を揶揄されたことがある。
TBSラジオで1986年4月からレギュラーで放送されてきた『ゆうゆうワイド』を、平日版のスタートから36年目（2022年3月末）で終了させることを決めたのは、「今後いつ調子（体調）が悪くなるかも分からないので、（自分と同じ年代の高齢者が自動車を運転することへの不安や限界などから）運転免許証を（所轄の都道府県公安委員会へ自主的に）返納するように、（リスナーやスタッフの）皆さんから心配されないうちにマイクをTBSに返納したい」という自身の意向による。2022年1月8日に土曜日版で終了を初めて発表した際には、「月 - 金曜日に『ゆうゆうワイド』で4時間半（の生放送への出演）を30年続けた節目で（ラジオパーソナリティを）辞めようとしたら、（平日版のリスナーなどから）『ぜひ、また、ちょっとでもいいから（続けて欲しい）』という（要望が相次いだ）ので、土曜日の午後に（週1回のペースで生放送の）パーソナリティを務めることになった。（このような経緯で）土曜日版を始めてから（2022年の）3月で丸6年、（TBSへ入社してからの）アナウンサー生活が58年になる。もっとも、内心では『（ラジオパーソナリティとしての）賞味期限がそろそろ切れ始めている』と感じていて、（パーソナリティとしての）自分に引導を渡すことを1年前（2021年）からずっと考えていた。お世辞でも『まだ（パーソナリティを）できるじゃないか』と言われているうちに（パーソナリティを）辞めた方が良いとの結論に至ったので、その旨をTBSラジオに伝えたところ（『ゆうゆうワイド』シリーズ終了の）了解を得られた」と述べている。さらに、同日の放送終了後に『スポーツニッポン』から電話で取材を受けた際に、「フェードアウト」（土曜日版の終了に伴うアナウンスやナレーションの第一線からの勇退）の意向があることを表明。東京でオリンピックが最初に開かれた1964年にTBSへ入社したことを背景に、2020東京オリンピックの開催をもってアナウンサー生活に終止符を打つことを開催決定の時点（2013年9月）で決めていたことや、（新型コロナウイルス感染症流行の影響による1年延期を経ての開催を控えていた）2021年4月の時点で『ゆうゆうワイド』シリーズの終了をTBSラジオに申し入れていたことも明かした。
電気熱燗器をフロアに持ち込み、ブレーカーを落としてしまったことがある。TBSラジオの電波が初めて止まる危機で「社史にも載っていない黒歴史」と、安住紳一郎アナウンサーが2022年8月25日の「THE TIME,」で語っていた。

### その他
実家のあった浅草の寄席に幼い頃から通うほど江戸落語への造詣が深く、早稲田大学への在学中には、文化放送のアルバイトスタッフとして演芸番組の制作にも携わっていた。寄席での披露すらも憚られる艶笑噺にも触れてきたことや、落語家を一時志していたことなどから、いわゆる「笑芸」に対しては一家言を持っている。
TBSの若手アナウンサー時代に担当した『ヤング720』で、当時同局で制作していた『ウルトラマン』の撮影現場を取材した際に、怪獣の着ぐるみに入りながら古谷敏演じるウルトラマンとの立ち回り撮影に臨んだ。「普通のインタビューじゃつまらない」という自身の提案によるものだが、身体は汗、顔は涙にまみれていて、「撮影後に怪獣の頭を脱ぐと、湯気を思わせるような熱気が立ち上る」という有様だった。実際の撮影時間はわずか5分ながら、取材者が着ぐるみに入ることが初めてであったため、古谷は大沢に対して旺盛なチャレンジ精神と熱意を感じたという。
東京・西新宿の喫茶店「喫茶らんぷ」の女性店主はいとこにあたる。また、大沢の兄はこの店で長年「らんぷ寄席」を開催。さこみちよや立川ぜん馬なども出演していた。
TBS在籍中の40代中盤まではフリーアナウンサーへの転身を考えていなかったが、45歳で『ゆうゆうワイド』のパーソナリティを始めたことを機に、アルバイト（TBSが関与していないイベントでの講演・司会やCMへの出演など）の依頼が殺到。このような依頼を捌く目的で、TBSに在籍しながら個人事務所「大沢企画」を立ち上げた。当時のTBSは、社員が社外で会社を設立することを認める一方で、設立した会社の社長に就くことを内規で禁じていた。そこで大沢は、妻を大沢企画の社長に立てたうえで、「大沢企画の平社員」としてアルバイトを同社経由で引き受けた。40代の後半にはTBSで管理職（アナウンス部の専門職部長）に就いていたが、当時の同部では自身と生島ヒロシのアルバイト件数が群を抜いて多かったため、上記の実態を関知していない人事部から「アナウンス部員のアルバイトが目に付くので（部長の立場で）注意して欲しい」と呼び出されたことも退社へのきっかけになった。もっとも、TBSのアナウンサー時代から担当番組のほとんどが関東ローカルで放送されていたため、退社後には自身について「全国的な知名度があまり高くない」と評している。
大沢企画を立ち上げてからは、自分が出演する番組のスポンサーを探すための営業活動にも従事。スポンサーに付いてくれそうな企業・団体・商店の関係者を、プライベートで通っている居酒屋の客から探すこともあった。ちなみに、生島ヒロシは大沢より早く1989年3月で退社し生島企画室を立ち上げていたが、「民放局ではスポンサーがいないと番組が終わってしまうから、どうせならスポンサーも自分（出演者自身）で確保すれば良い。ラジオ番組には喋り手（パーソナリティ）に対する（リスナーやスポンサーからの）シンパシーが強いから、（喋り手が）自分で（スポンサーを）回ったら確保しやすい」という大沢のアドバイスに沿って広告代理業にも参入した。
TBSを50歳で退社してから脳梗塞を患ったことについては、療養生活を経てフリーアナウンサーとしての活動を再開した後に、「退社によって固定給がなくなったので、『とにかく稼がなければならない』との一心で、週末ばかりか（当時平日に放送されていた）『ゆうゆうワイド』の本番終了後にまで出向くほど講演の依頼を引き受け過ぎた結果」と告白。「さまざまな人々の顔を見ながら話をして、そこで聞いた話をまたラジオ（『ゆうゆうワイド』）ですると、その場で会った皆さんが喜んで聴いてくれるばかりか、次に（講演で）来る機会を待ってくれるようになる。その意味では、忙しいながらもとても楽しかった」とも述懐している。ちなみに、脳梗塞の発症によって3週間の入院加療を余儀なくされたことから、復帰後のラジオ番組では「病気療養中の方もお付き合い下さい」との一言を添えるようになったという。
茶碗一杯分のせんぶり（苦みが強いことで知られる漢方薬）を煎じて飲むことを日課にしている。『スポーツニッポン』のインタビューで「毎日欠かさずしていること」を訊かれた際にも、この日課について語っていたが、実際に掲載された記事では「茶碗一杯のとんぶり」と誤記されていた。
『ゆうゆうワイド土曜日版』の終了を機にラジオ番組のパーソナリティを退いた後も、ポッドキャスト向けの音声コンテンツ（『大沢悠里と毒蝮三太夫のGG放談』）で「語り手」を1年間務めたが、ポッドキャストについては『GG放談』の配信開始が発表された時点で「自分では（仕組みが）よく分からない」と述べていた。毒蝮は大澤と同じ年代（1936年出生）で、TBS→TBSラジオでは、『ゆうゆうワイド』を平日に放送していた期間中に『ミュージックプレゼント』（自身が1969年10月6日からパーソナリティを務める公開生放送番組）を1コーナー扱いで内包していた。